# باشگاه والیبال زمالک
باشگاه والیبال زمالک (به انگلیسی: نادى الزمالك للكرة الطائرة) تیم مستقر در قاهره، یکی از تیم های مجموع باشگاه ورزشی زمالک است.